# Freakshow
«Freakshow» es el trigésimo noveno sencillo de la banda británica The Cure, el segundo en ser extraído de su álbum 4:13 Dream de 2008. Fue también el segundo en continuar una serie de sencillos editados el día 13 de cada mes. «Freakshow» se editó el 13 de junio de 2008, aunque en el territorio norteamericano se editó con tres días de adelanto, el 10 de junio de 2008.

## Lista de canciones
| Sencillo en CD y vinilo de 7" |                      |          |  |
| N.º                           | Título               | Duración |  |
| 1.                            | «Freakshow» (Mix 13) | 2:31     |  |
| 2.                            | «All Kinds of Stuff» | 3:13     |  |

| CD promocional |                      |          |  |
| N.º            | Título               | Duración |  |
| 1.             | «Freakshow» (Mix 13) | 2:31     |  |

Canciones escritas por: Jason Cooper, Simon Gallup, Robert Smith y Porl Thompson.

## Posicionamiento en listas
| Listas (2008)                          | Mejor posición |
| -------------------------------------- | -------------- |
| Alemania (Offizielle Deutsche Charts)  | 78             |
| Australia (ARIA)                       | 91             |
| Escocia (Scottish Singles Sales Chart) | 21             |
| España (Top 100 Canciones)             | 1              |
| Francia (SNEP)                         | 30             |
| Reino Unido (UK Singles Chart)         | 89             |

## Músicos
- Robert Smith — Guitarra, voz
- Simon Gallup — Bajo
- Jason Cooper — Batería
- Porl Thompson — Guitarra